# Lubomia (gemeente)
De gemeente Lubomia is een landgemeente in het Poolse woiwodschap Silezië, in powiat Wodzisławski.
De zetel van de gemeente is in Lubomia.
Op 30 juni 2004 telde de gemeente 8014 inwoners.

## Oppervlakte gegevens
In 2002 bedroeg de totale oppervlakte van gemeente Lubomia 41,83 km², waarvan:
- agrarisch gebied: 59%
- bossen: 13%

De gemeente beslaat 14,58% van de totale oppervlakte van de powiat.

## Demografie
Stand op 30 juni 2004:
| Omschrijving                   | Totaal | Totaal | Vrouwen | Vrouwen | Mannen | Mannen |
| ------------------------------ | ------ | ------ | ------- | ------- | ------ | ------ |
| eenheid                        | aantal | %      | aantal  | %       | aantal | %      |
| inwoners                       | 8014   | 100    | 4102    | 51,2    | 3912   | 48,8   |
| bevolkingsdichtheid (inw./km²) | 191,6  | 191,6  | 98,1    | 98,1    | 93,5   | 93,5   |

In 2002 bedroeg het gemiddelde inkomen per inwoner 1164,24 zł.

## Administratieve plaatsen (Solectwo)
- Lubomia
- Syrynia
- Buków
- Ligota Tworkowska
- Nieboczowy
- Grabówka

## Overige plaatsen
- Wielikąt
- Buglowiec
- Trawniki
- Tajchów
- Nowy Dwór

## Aangrenzende gemeenten
Gorzyce, Kornowac, Krzyżanowice, Pszów, Racibórz, Wodzisław Śląski
- Virtual International Authority File: 317287763